# Bezmiara Kadın
Bezmiara Kadın, född före 1847, död efter 1872, var den osmanska sultanen Abd ül-Mecid I:s trettonde hustru.
Hon var ursprungligen cirkassier. Till skillnad från vad som var det normala i det kejserliga osmanska haremet, var Bezmiara Kadın inte en slav. Sultanen friade istället till henne på samma sätt som till en fri kvinna. Hennes familj gick med på giftermålet på villkor att sultanen ingick ett lagligt äktenskap med henne istället för att placera henne i haremet som slavhustru, och bröllopet ägde rum 1847. 
Hon hade fått en bildad uppfostran och kunde spela piano och tala tre språk. Sultanen ska ha älskat henne och anförtrott en av sina söner i hennes vård. Bezmiara Kadın tyckte dock inte om haremslivet. När sultanen, som ett led i sina västerländska reformer, tillät sina hustrurs porträtt målas av konstnären Tevfik Pasha, blev Bezmiara Kadın förälskad i konstnären och bad framgångsrikt sultanen om en skilsmässa så hon kunde gifta om sig med denne, vilket hon fick 1859. 
Efter hennes förste makes död 1861 lät dock hans efterträdare avrätta hennes make. Hon gifte om sig med direktören Uzun Ahmed Bey, från vilken hon separerade 1872. 